# Mariana Avitia
Mariana Avitia Martínez (* 18. September 1993 in Monterrey, Nuevo León) ist eine mexikanische Bogenschützin.

## Werdegang
Mariana Avitia startete 2001 ihre Karriere als Bogenschützin und debütierte ein Jahr später auf internationaler Ebene.
Avitia nahm im Alter von 14 Jahren im Rahmen der Olympischen Sommerspiele 2008 in Peking zum ersten Mal an Olympischen Spielen teil. Dort gewann sie im Einzelwettbewerb die ersten beiden Runden und erreichte durch einen Sieg im Achtelfinale gegen Chatuna Narimanidse aus Georgien das Viertelfinale, wo sie jedoch gegen die Nordkoreanerin Kwon Un-sil verlor und ausschied.

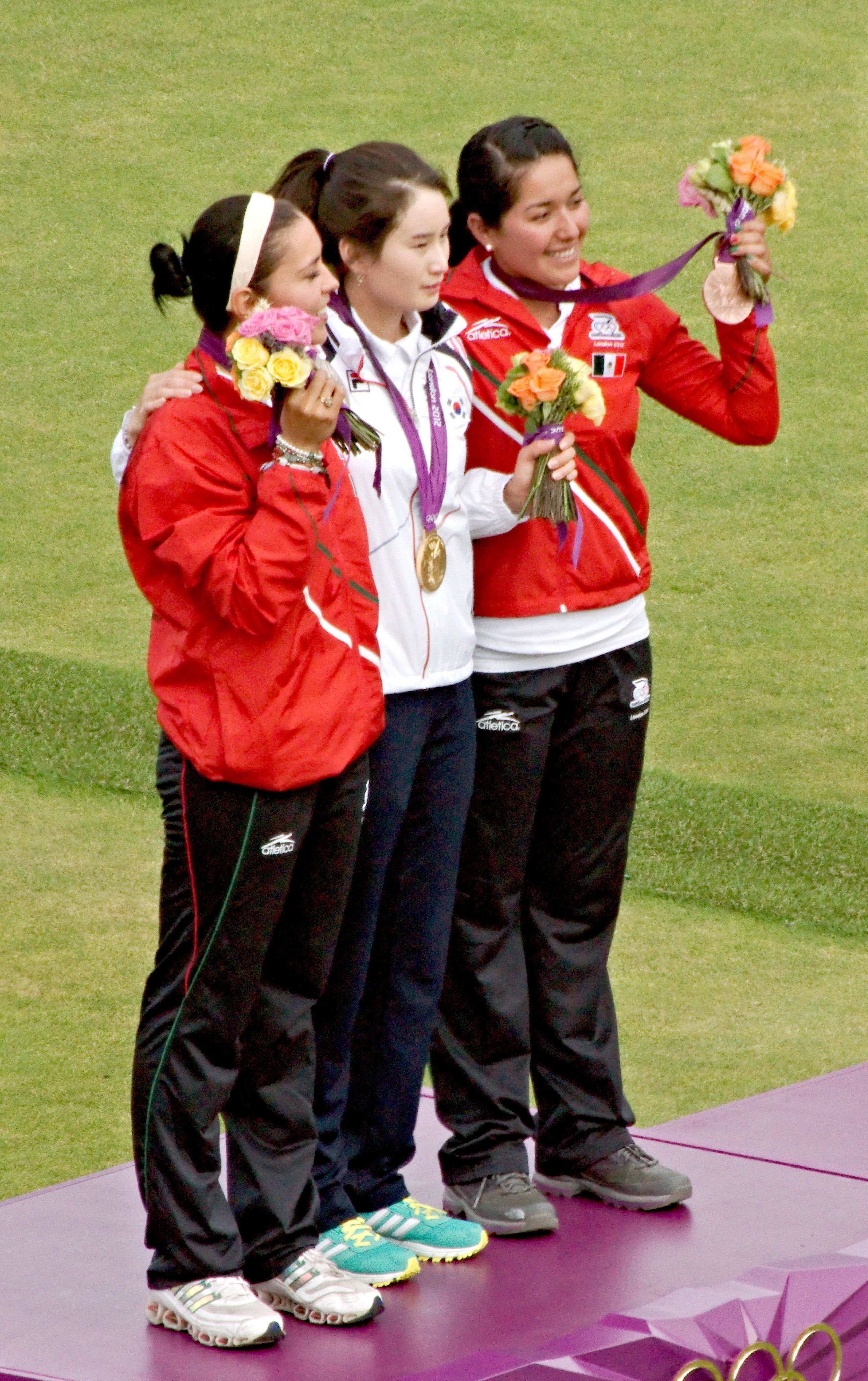
Aída Román, Ki Bo-bae, Mariana Avitia (v. l. n. r.)

Vier Jahre später startete Avitia erneut bei den Olympischen Sommerspielen 2012 in London. Diesmal kam sie im Einzelwettbewerb deutlich weiter und erreichte nach vier Siegen das Halbfinale, wo sie jedoch mit 2:6 gegen ihre Teamkollegin Aída Román, die später Silber holte, verlor und so in den Kampf um Platz drei kam. Dort besiegte sie mit 6:2 die US-Amerikanerin Khatuna Lorig und gewann damit die Bronzemedaille. Im Mannschaftswettbewerb ging Avitia zusammen mit Aída Román und Alejandra Valencia für Mexiko an den Start, jedoch schieden sie frühzeitig durch eine Niederlage im Viertelfinale mit 209:219 gegen die Japanerinnen Kaori Kawanaka, Ren Hayakawa und Miki Kanie aus und belegten so den geteilten fünften Rang.